# MediEvil 2
MediEvil 2 é um jogo eletrônico de ação e aventura desenvolvido pela SCE Cambridge Studio e publicado pela Sony Computer Entertainment. Foi lançado originalmente em 2000 para o PlayStation.
O jogo é uma sequência direta do MediEvil original e segue o retorno do herói Sir Daniel Fortesque para combater novamente o malvado feiticeiro Zarok. O jogo apresenta uma variedade de armas e habilidades para serem desbloqueadas, além de uma grande variedade de níveis e chefes desafiadores.
MediEvil 2 recebeu críticas geralmente positivas por sua jogabilidade aprimorada, níveis criativos e história envolvente. O jogo também foi elogiado por sua atmosfera de terror cômico e humor negro. No entanto, alguns críticos acharam que o jogo era muito semelhante ao original e não havia avançado significativamente.
Apesar disso, MediEvil 2 é considerado um clássico cult dos jogos eletrônicos e é lembrado com carinho pelos fãs da série. Em 2019, um remake do MediEvil original foi lançado para o PlayStation 4, com a possibilidade de um remake do MediEvil 2 no futuro.

## História
Em 1386 o poderoso Zarok, que se acreditava morto, invade o reino de Gallowmere com um exército de zumbis e demônios. Entre os afetados pelas ressurreições foi Sir Daniel Fortesque, seu antigo inimigo, que tinha sido dado o crédito para derrotar o feiticeiro, cem anos antes. O cavaleiro do reino encantado cruza suas aventuras e desventuras e sofrimento para alcançar a derrota total de Zarok. Após Sir Daniel matar Zarok o feiticeiro do mal, foi para o Hall of Heroes e seu corpo foi para descanso para toda a eternidade em paz como um verdadeiro herói.
Em 1878, um lorde britânico convence um cientista excêntrico para empreender a busca pelo livro de feitiços de Zarok , objeto perseguido pelos amantes do arcano como eles são. Depois de uma dura jornada, eles encontram nas ilhas Hébridas, mas o Senhor Lord Palethorn trai o seu amigo e deixa ele numa situação de perigo mortal. A partir desse momento, o traidor acumula poder e ambição, até que os eventos se desdobram, oito anos depois.
Agora, 500 anos depois, Dan foi despertado num museu vitoriano em 1886 e é encontrada por um fantasma chamado Winston útil. Ele descobre que o livro Zarok de magia, infelizmente, tem sido encontrado por um outro mago chamado Lord Palethorn. Agora, lançou zumbis em toda Londres (como também se transformou num duende com a pele vermelha) e cabe ao senhor Dan e seus novos aliados, um professor com as mãos de metal e uma princesa chamada múmia Kiya (que ele acaba se apaixonando) para parar Palethorn de coletar todas as páginas perdidas do livro feitiço para assumir todos em Londres.

## Game Design
MediEvil 2 contém várias das formas originais de jogabilidade, armas e os gráficos que estavam presentes no primeiro título da série. Embora apresentando espadas e armas medievais, armas de longo alcance são mais modernos, tomando a forma de pistolas, espingardas e metralhadoras portáteis. Progresso através do jogo é um pouco mais linear e história impulsionada. Você também é capaz de salvar o jogo em determinados pontos num nível, geralmente antes de uma batalha de chefe.
Existem algumas novas funcionalidades no jogo:
- Alternar Arma: Neste sistema, duas armas podem ser selecionados a partir do inventário, e os jogadores podem alternar entre elas. Por exemplo, o uso mais comum é a equipar uma arma de perto como uma espada ou um machado e uma arma de projétil, como uma metralhadora.

- Dan-mão: Dan pode colocar sua cabeça numa das mãos, para começar em áreas pequenas de resolver puzzles ou acesso a um tesouro escondido. Enquanto neste modo, Dan pode trocar livremente entre a cabeça eo corpo. Isto vem com riscos, como Dan-mão tem nenhum ataque e é bastante vulnerável.

- Dankenstein: Um dos níveis envolvem Dan luta numa luta de boxe, com um corpo de Frankenstein, contra um robô grande. Os lutadores lutam entre si, com membros saindo depois de uma certa quantidade de dano. Membros perdidos podem ser recuperados entre os rounds, mas Dan vai perder se ele perde todos os seus membros, ou se ele é incapaz de derrotar o seu adversário em três rodadas.

## Personagens
- Sir Daniel Fortesque - O protagonista do jogo. Ele foi o capitão escolhido para liderar a luta contra a Zarok, mas foi morto por uma flecha. Mais tarde ele foi ressuscitado quando Zarok voltou a aterrorizar a terra novamente. Desta vez Sir Dan foi capaz de derrotar seu inimigo, restaurando o seu nome e provando-se a ser um verdadeiro herói. Ele é um esqueleto sem maxilar inferior, portanto, ele murmura humor no discurso, embora ao contrário do primeiro jogo, o jogador pode ouvi-lo algumas vezes. Jason Wilson e Kenyu Horiuchi reprisaram seus papéis nas versões linguísticas.
- Professor Hamilton Kift - Nervoso, de fala rápida professor do laboratório que fica perto de uma estação ferroviária subterrânea. Ele tem as mãos mecânicas e uma grande cabeça. Ele é sábil em diferentes formas de ciência, filosofia, ocultismo e tem um talento especial para criar invenções. Coletando o Cálice de cada nível lhe fornece os materiais para ganhar uma nova arma. Coletando o Cálice de um nível que você já tenha feito antes ganha um monte de dinheiro. Dan pode acessar novos níveis, bem como os níveis de ele já está concluído, através do professor projetor no laboratório.
- Kiya - A múmia de fala mansa que foi morto dentro do túmulo durante milhares de anos e pronuncia cada palavra com cuidado, diz ela. Ela sabe técnicas de embalsamamento e é grato ao senhor Dan por ter salvado-la de sua prisão eterna. Mais tarde, seu relacionamento se torna mais profundo após Dan passa por uma grande provação para resgatá-la de Jack, o Estripador de Whitechapel.
- Winston Chapelmount - Um fantasma alegre e joven, com grandes olhos. Seu nome é uma brincadeira com Winston Churchill. Sua história cria uma sombra espectral, sobre a qual ele pode ser chamado para prestar ajuda de Dan. Ele ensina como encontrar e usar a magia antiga.
- Lord Palethorn - O vilão do jogo. Sua intenção é encontrar todas as páginas perdidas do livro de Zarok para que ele possa ganhar o controle de Londres. Foi um dos responsáveis por danificar as mãos professor Hamilton Kift. Ele é dublado por Steve Blum em Inglês, e por Toshiyuki Morikawa em japonês.
- Mander - Palethorn Senhor, ele foi transformado num lagarto, durante o período e é notavelmente mais inteligentes do que Dogman.
- Dogman Dogman - Ele também foi outra vítima do feitiço Palethorn, transformando-o num cão.
- The Ripper - O assassino notório que ataca Kiya. Para derrotá-lo, Dan deve esperar até que o assassino tem um vão na Kiya, e atacá-lo. Uma vez que ele vence, o Estripador, ele implora por piedade. Declínios Dan-lo e mata-lo com um único tiro de seu bacamarte.